# 波利波图斯
波利波图斯（希臘語：Πολύβοτος）是罗马帝国一座位于第一弗里吉亚行省的城市，其遗址位于今土耳其安纳托利亚的博尔瓦丁西南3英里（4.8）处。约838年安纳托利亚军区首府阿莫里乌姆失陷于阿拔斯王朝之后，军区首府可能搬迁至了此地附近。该教区被收录入天主教會的领衔教区（名义上的教区，实际可能已不存在）列表中。